# Țehanivka, Bârzula
Țehanivka (în ucraineană Цеханівка) este un sat în comuna Ocna din raionul Bârzula, regiunea Odesa, Ucraina.

## Demografie
Componența lingvistică a localității Țehanivka
     Ucraineană (87,62%)
     Română (8,67%)
     Rusă (3,41%)
     Alte limbi (0,31%)
Conform recensământului din 2001, majoritatea populației localității Țehanivka era vorbitoare de ucraineană (87,62%), existând în minoritate și vorbitori de română (8,67%) și rusă (3,41%).